# Moes-Chaja
De Moes-Chaja (Russisch: Мус-Хая; Jakoets "Муус хайа" voor "ijsberg") is met 2959 meter de hoogste berg van het Verchojanskgebergte in het noordoosten van Aziatisch-Rusland. Binnen dit gebergte dat in Jakoetië, in het noordoosten van Siberië, ligt, vormt het onderdeel van de zuidoostelijke uitloper; het gebergte Soentar-Chajata. De berg is bedekt met een gletsjer.
Op ongeveer 135 kilometer ten noordoosten van de berg bevindt zich Ojmjakon, een van de plaatsen die strijdt om het record van de koudste plaats van het noordelijk halfrond.